# Acrocercops isotoma
Acrocercops isotoma är en fjärilsart som beskrevs av Turner 1940. Acrocercops isotoma ingår i släktet Acrocercops och familjen styltmalar. Inga underarter finns listade i Catalogue of Life.